# Rosalie Delafontaine
Rosalie Delafontaine, dite aussi Rosalie de Lafontaine, est une peintre française née à Paris le 27 décembre 1783, et morte à Saint-Germain-en-Laye le 29 avril 1821. Elle expose des portraits et des scènes de genre au Salon de Paris de 1806 à 1819.

## Biographie
Anne Rosalie Delafontaine est née à Paris le 27 novembre 1783, fille de l'épicier parisien Pierre François Delafontaine et de son épouse Anne Rosalie Bernard. Elle est baptisée à l'église Saint-Eustache le lendemain.
Dans les années 1800, elle étudie la peinture à Paris auprès de Jean-Baptiste Regnault, alors à la tête de l'un des ateliers les plus réputés de la capitale.
De 1806 à 1819, elle expose au Salon de Paris des scènes de genre, de nombreux portraits ainsi qu'une peinture mythologique (L’Amour n’ayant pu blesser Pandrose, Salon de 1808).
Elle habite à cette époque la rue du Faubourg-Montmartre, soit au no 75 (1806-1810, 1819),,,, soit au no 77 (1812-1817),,.
Elle signait ses toiles  Mlle R. Delafontaine,, mais certaines ne portent aucune signature visible. 
Elle meurt à Saint-Germain-en-Laye le 29 avril 1821.

## Œuvres

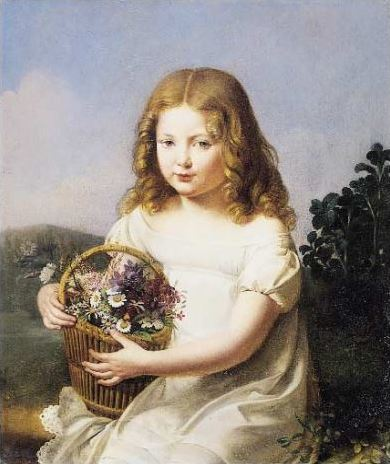
Portrait d’enfant tenant un panier de fleurs, Salon de 1819

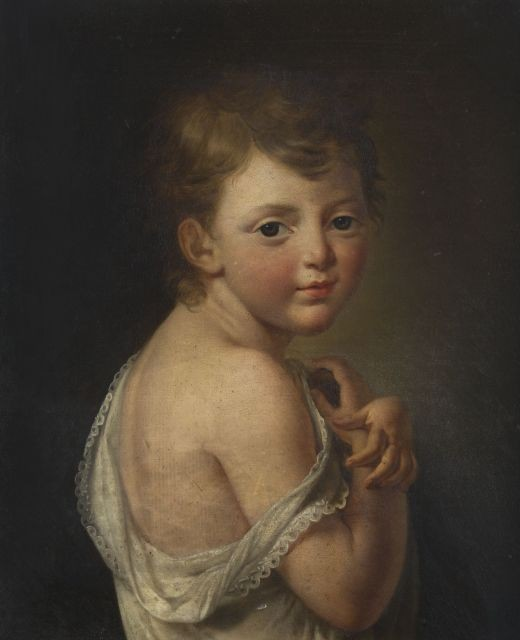
Portrait d'une jeune fille, 1819

- Portrait de femme avec son enfant, Salon de 1806 (no 133)[5]

- L’Amour n’ayant pu blesser Pandrose, Salon de 1808 (no 153)[16] Description du livret : « Il vient se plaindre à Vénus qui le console en lui conseillant de cacher ses ailes pour réussir. Dans le lointain, Pandrose montre à ses compagnes une flèche de l’Amour qu’elle vient de briser. »

- Portrait de Mlle Adrienne B***, jouant avec un polichinelle, Salon de 1808 (no 154)[6]; probablement le tableau anonyme passée en vente à Versailles, Hôtel des Chevau-légers, 15 décembre 1968, no 38[17];

- Portrait en pied d’un enfant donnant à manger à son chat, Salon de 1810 (no 211)[7]

- Plusieurs portraits, Salon de 1810 (no 212)[7]

- Jeune fille avec des tourterelles, Salon de 1812 (no 253)[9]; tableau passé en vente à Versailles, 2 mars 1973, no 98[18];

- Plusieurs portraits, Salon de 1812 (no 254)[9]

- Une veuve près du tombeau de son époux, Salon de 1814 (no 265)[10] Description du livret : « Elle éprouve cette douleur profonde d’une peine sans espoir. Sa jeune fille, à ses pieds, partage toute la douleur dont elle la voit accablée. »

- Un portrait, Salon de 1814 (no 266)

- Portrait en pied de Mme de L***, avec sa fille, Salon de 1817 (no 216)[11];

- Une jeune fille tressant une couronne de bluets, Salon de 1817 (no 217)[11];

- Un enfant jouant avec un oiseau, Salon de 1817 (no 218)[11];

- Portrait d’enfant tenant un panier de fleurs, 1819, huile sur toile, 65 × 55 cm, Salon de 1819 (no 292)[8]; proposé en vente à Paris (Péron-Champin) le 14 avril 2000[19], puis par Tajan le 19 décembre 2001[12].

- Portrait en pied de Mme L*** et de sa fille, Salon de 1819 (no 293)[8]

- Un portrait, Salon de 1819 (supplément peinture, no 1612)[20];

- Portrait d'une jeune fille, 1819, huile sur toile, 46 × 39 cm, vendu 1,895 € à Paris en 2013[13];

- Portrait de Napoléone Elisa Bonaparte tenant un panier de fleurs, huile sur toile, sans date, passé en vente en France chez Martin-Chausselat en 2003[21],[22];